# Рандрианарисуа, Жерве
Мами Жерве Нирина Рандрианарисуа (фр. Mamy Gervais Nirina Randrianarisoa; родился 7 ноября 1984, Антананариву, Мадагаскар) — мадагаскарский футболист, защитник французского клуба «Сен-Пьерруаз».

## Клубная карьера
Жерве начал свою карьеру в 2005 году в клубе «Антсаниони». Примерно в то же время получил свой вызов в сборную страны. В следующем году стал игроком команды «Ажесайя». В составе «Ажесайи» дважды стал чемпионом страны (в 2007 и 2009 году соответственно). Также стал обладателем кубка и суперкубка страны. Позднее стал игроком клуба из Реюньона — «Петит Иль». Также выступал за команду «Посесьон».